# Komniná
Komniná är en ort i Grekland.   Den ligger i prefekturen Nomós Kozánis och regionen Västra Makedonien, i den norra delen av landet, 300 km nordväst om huvudstaden Aten. Komniná ligger 688 meter över havet och antalet invånare är 1 126.
Terrängen runt Komniná är kuperad österut, men västerut är den platt. Runt Komniná är det glesbefolkat, med 16 invånare per kvadratkilometer. Närmaste större samhälle är Ptolemaida, 11,8 km sydväst om Komniná. Trakten runt Komniná består i huvudsak av gräsmarker.